# Kunowo (Macedonia Północna)
Kunowo, Kunovo (maced. Куново) – wieś w północno-wschodniej Macedonii Północnej, w gminie Kratowo.